# أمريكيون مجريون
أمريكيون مجريون (بالمجرية: amerikai magyarok) هم مواطنو الولايات المتحدة من أصل مجري. كان هناك عدة دفعات كبيرة من المهاجرين المجريين إلى الولايات المتحدة، فيُلاحط هجرة ما يتراوح من حوالي 650,000 إلى 700,000 مجريّ إلى الولايات المتحدة خلال العقود الأربعة التي سبقت الحرب العالمية الأولى، وتألف هؤلاء المهاجرون بصورة أساسية من العمال الغير متمرنين. يصل عدد الأمريكيين المجريين إلى أكثر من أربعة ملايين نسمة بحسب ما تُشير إليه التقديرات الإحصائية، وتشمل أيضا عددا كبيرا من المهاجرين المجريين الذين قَدِمَ معظمهم من رومانيا وتشيكوسلوفاكيا ويوغوسلافيا السابقتين.

## التركيبة السكانية
بلغ عدد الأفراد ذوي الأصول المجرية في الولايات المتحدة 1,563,081 نسمة اعتبارا من عام 2006 بسحب تعداد الولايات المتحدة عام 2010، واعتبر 1,398,724 نسمة منهم أصولهم الأولى أصولاً مجريةً بحسب لبيانات إحصاء عام 2000.
تشير التقديرات إلى أن عدد الأمريكيين المجريين في الولايات المتحدة يفوق الأربعة ملايين نسمة، ولكن يشتمل هذا العدد أيضاً على نسبة كبيرة من المهاجرين ذوي الإثنية المجرية الذين هاجر معظمهم من رومانيا وتشيكوسلوفاكيا ويوغوسلافيا السابقتين.

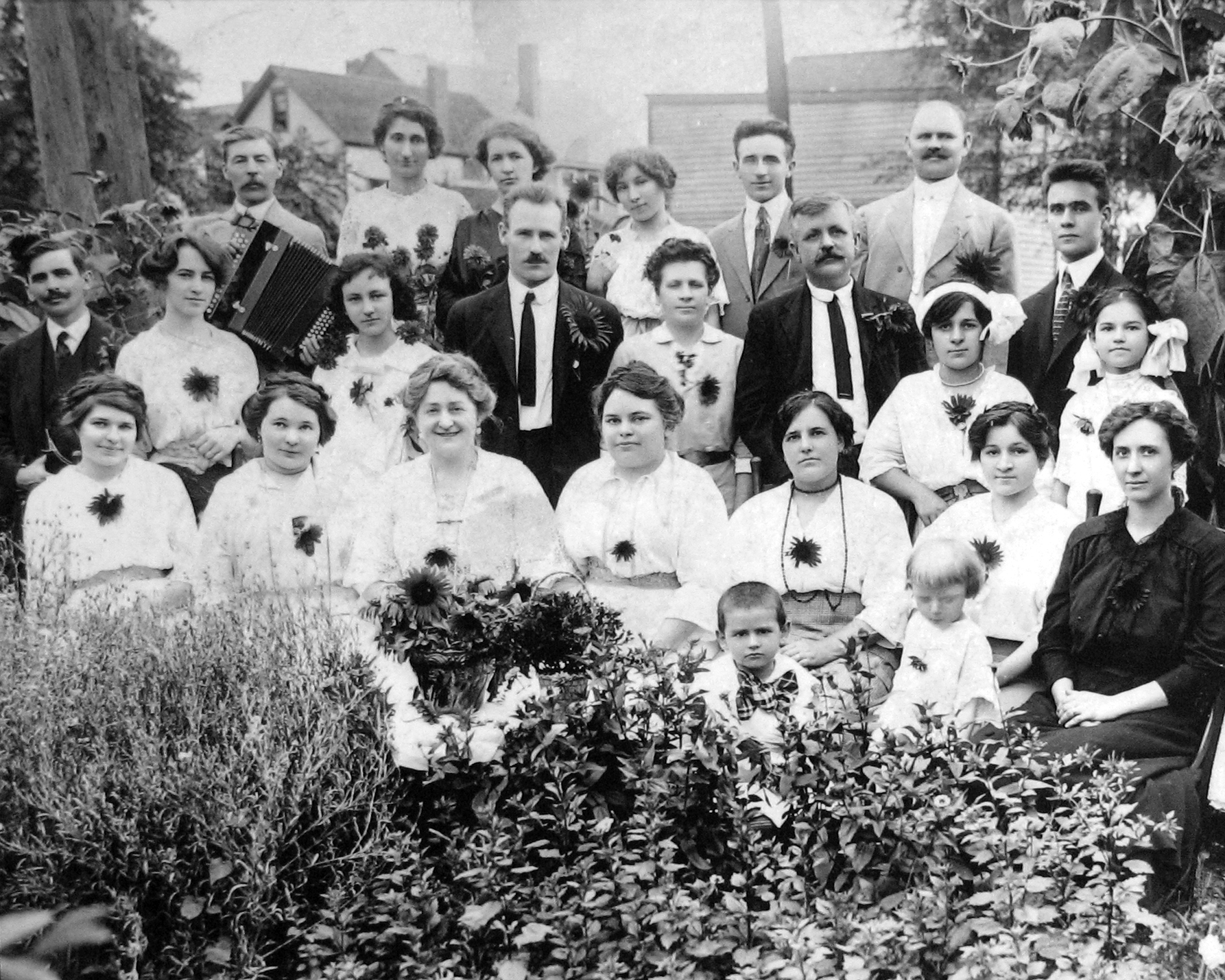
صورة لمهاجرين مجريين يحتفلون بحصاد أزهار دوار الشمس في مدينة كليفلاند بولاية أوهايو عام 1913.

تشمل الولايات التي يعيش فيها أكبر عدد من الأمريكيين المجريين ما يلي:
| الولاية    | العدد        |
| ---------- | ------------ |
| أوهايو     | 203,417 نسمة |
| نيويورك    | 157,863 نسمة |
| كاليفورنيا | 133,988 نسمة |
| بنسيلفانيا | 132,184 نسمة |
| نيو جيرسي  | 115,615 نسمة |
| ميشيغان    | 98,036 نسمة  |
| فلوريدا    | 96,885 نسمة  |

توجد في بلدة كيرياس جول الواقعة بولاية نيويورك أعلى نسبة للأمريكيين المجريين في أي بلدة أو قرية أو مدينة أمريكية (يتألف الغالبية الساحقة من سكانها من اليهود الحاسيديميين المنتمين لسلالة ساتمار الحاسيديمية، والتي نشأت بالأصل في المجر) وسجلت نسبة 18.9% من المجموع الكلي لسكانها على أنهم من أصول مجرية. وتعد بلدة فيربورت هاربر بولاية أوهايو من التجمعات السكانية الأخرى التي يُشكّل فيها الأمريكيون المجريون نسبة عالية، إذ يبلغ نسبة الأمريكيين المجريين فيها 14.1%. يوجد حوالي مئة بلدية أخرى يُشكّل فيها الأمريكيون من ذوي الأصولٍ المجرية أكثر من نسبة 5% من أصل المجموع الكليّ لسكانها، إلَّا أن أكبر عدد من الأمريكيين المجريين القاطنين في التجمع السكاني نفسه يوجد في مدينة نيويورك. يوجد في بلدة والينغفورد الواقعة بولاية كونيتيكت مجتمع ونادي مجريّ نابض بالحياة. كما يوجد في مدينة كولومبوس بأوهايو حي مجريّ يُدعى «القرية المجرية».

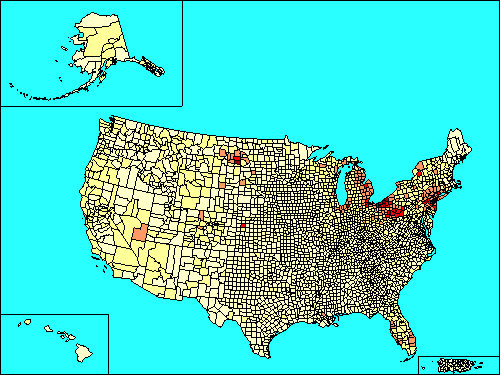
خريطة انتشار الأمريكيون المجريون بحسب تعداد عام 2000.

عدد الأشخاص المولودون في المجر والآهلين الولايات المتحدة منذ عام 2010:
| السنة | العدد   |
| ----- | ------- |
| 2010  | 78,368  |
| 2011  | ▼77,485 |
| 2012  | ▼69,154 |
| 2013  | ▲74,213 |
| 2014  | ▼65,845 |
| 2015  | ▲70,255 |
| 2016  | ▼62,296 |

## معرض صور

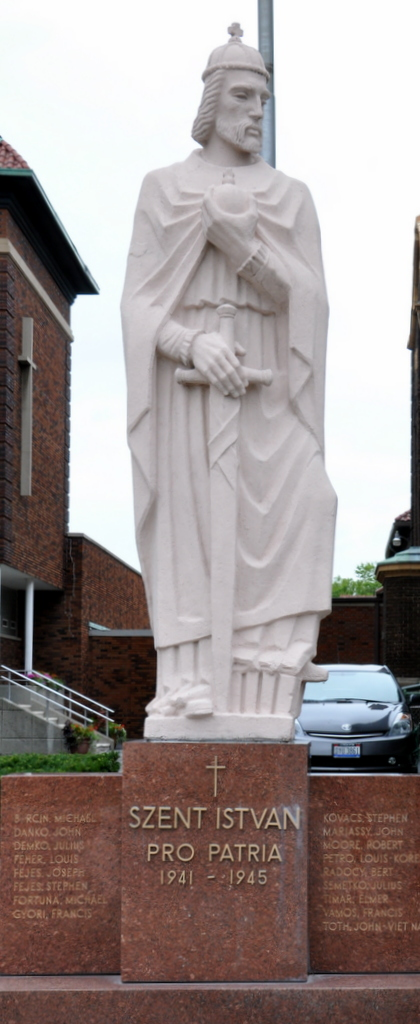
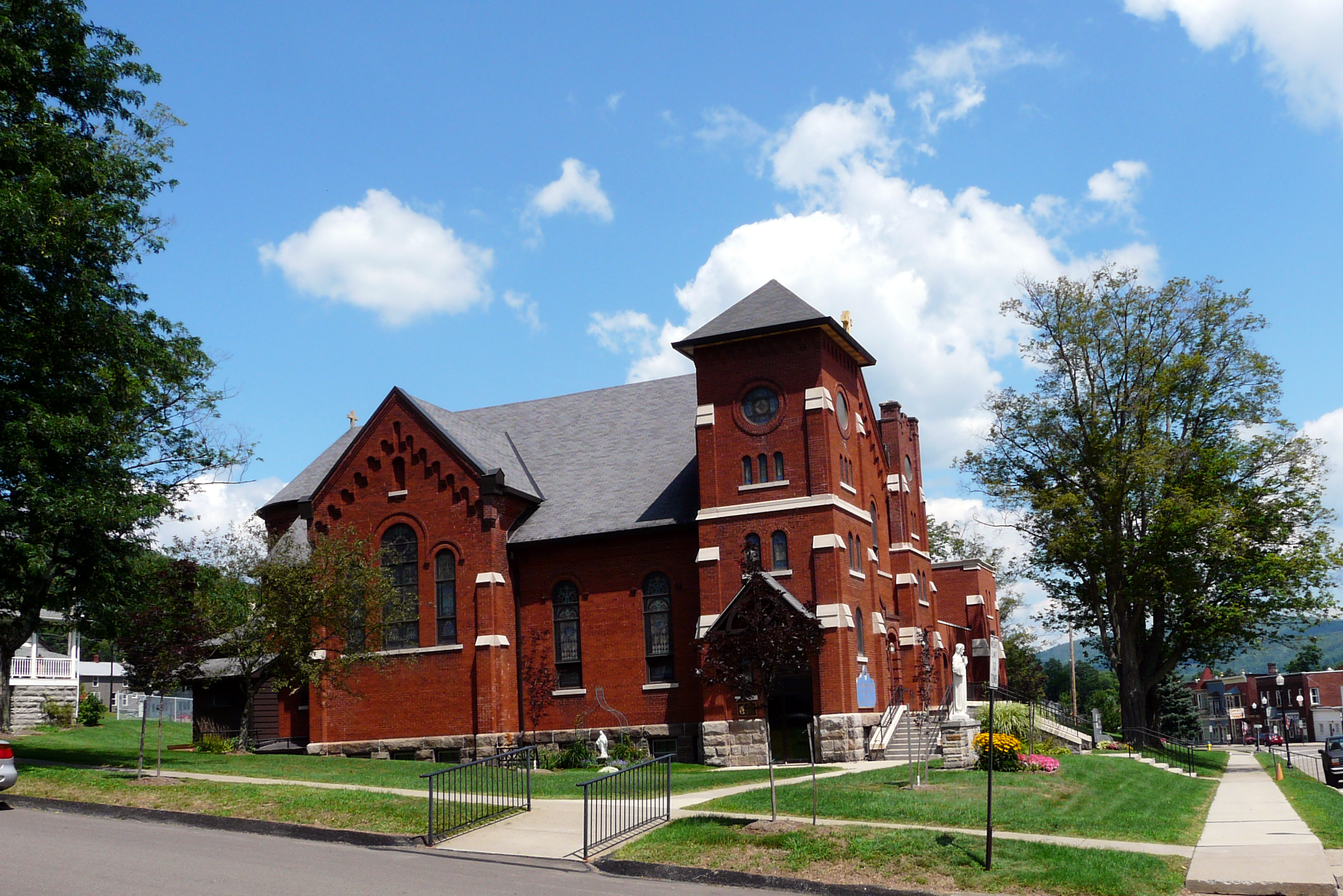
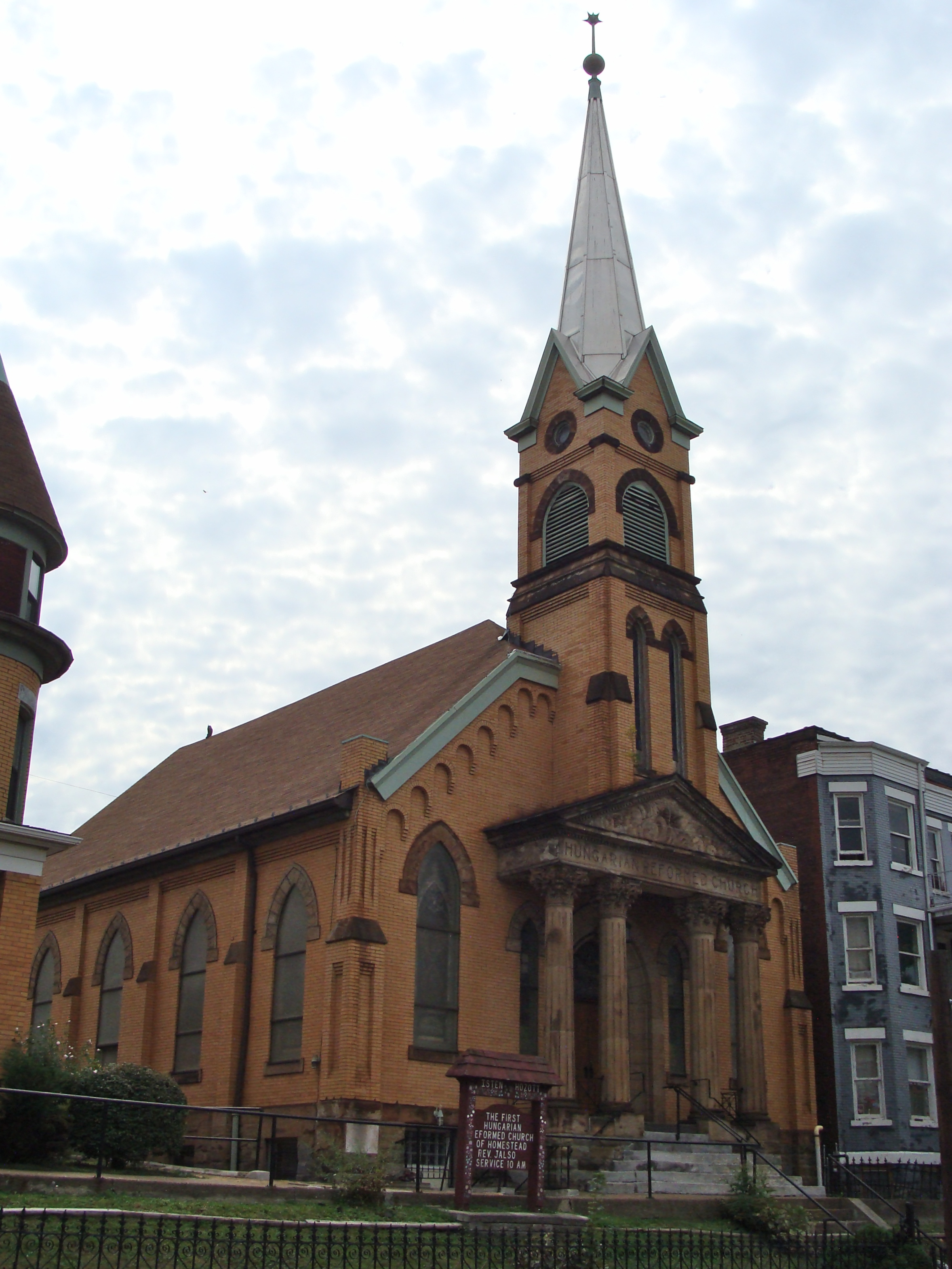
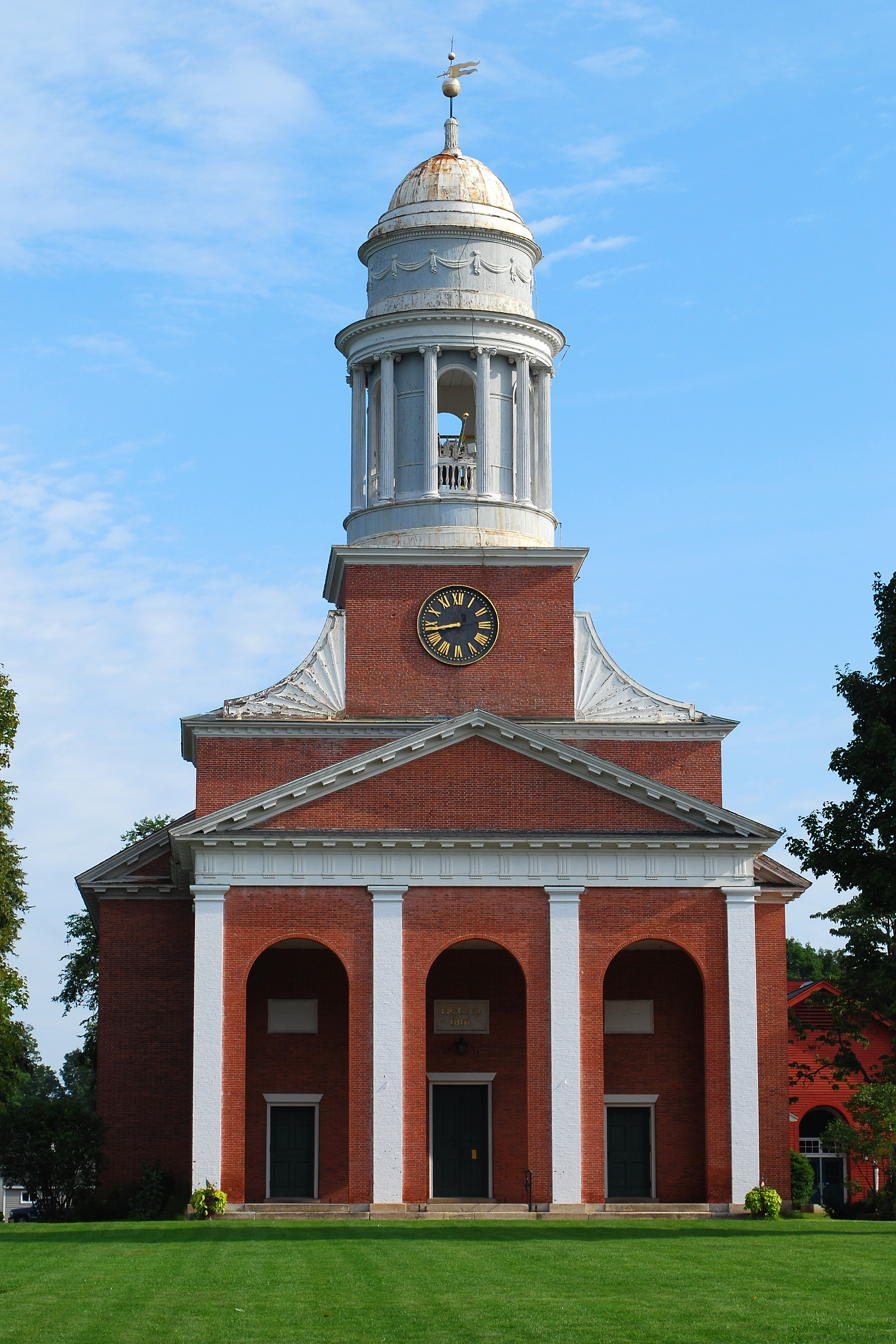

## مزيد من القراءة
- Várdy, Steven Béla and Agnes Huszar Vardy, eds. Hungarian Americans in the Current of History (2010), essays by scholars; online review
- Vida, István Kornél. Hungarian Émigrés in the American Civil War: A History and Biographical Dictionary (Jefferson, NC: McFarland, 2012) 256 pp.

## وصلات خارجية
- أمريكيون مجريون على مشروع الدليل المفتوح
- الاتحاد الأمريكي المجري (تأسس عام 1906) (بالإنجليزية)
- اتحاد أمريكا الاصلاحي المجري (تأسس عام 1895) (بالإنجليزية)
- نادي والينغفورد الأمريكي المجري (بالإنجليزية)